# بيلي ماي
بيلي ماي (بالإنجليزية: Billy May)‏ (26 سبتمبر 1865 بكينغستون أبون هال في المملكة المتحدة - 13 أكتوبر 1936 بنوتنغهام في المملكة المتحدة) هو لاعب كرة قدم بريطاني (وحمل سابقاً جنسية المملكة المتحدة لبريطانيا العظمى وأيرلندا) في مركز الهجوم. لعب مع نوتس كاونتي وBurton Swifts F.C. ‏ وLong Eaton Rangers F.C. ‏.